# Leonardo Melki
Leonardo Melki, właśc. Yūsuf Habīb Melkī (ur. na przełomie września i października 1881 w Babdacie, zm. 11 czerwca 1915 w Mardinie) – libański duchowny katolicki, męczennik, kapucyn, zamordowany w czasie ludobójstwa Ormian, Greków Pontyjskich, Aramejczyków, dokonananego przez młodoturków, błogosławiony Kościoła katolickiego.

## Życiorys
Urodził się w libańskiej wiosce Babdat w regionie Kada Al-Matin jako siódme z jedenaściorga dzieci. Przyjął chrzest 8 października 1881 roku w obrządku maronicki, natomiast 19 listopada 1881 otrzymał sakrament bierzmowania w obrządku łacińskim. 28 kwietnia 1895 wstąpił do niższego seminarium duchownego Santo Stefano koło Konstantynopola, podlegającego Papieskiemu Instytutowi Wschodniemu. 2 lipca 1900 złożył śluby zakonne w zakonie kapucynów w klasztorze Bugià koło Smyrny. 4 grudnia 1904 roku otrzymał święcenia kapłańskie. Gdy zdał egzamin końcowy 23 kwietnia 1906 roku, wysłano go do Mezopotamii. Jego misja obejmowała Mardin, Mamuret-ul-Aziz i Şanlıurfę. Prowadził tam duszpasterstwo dla tercjarzy franciszkańskich, udzielał sakramentów, prowadził apostolat wśród dzieci i młodzieży. 5 grudnia 1914 roku doszło do wojskowego nalotu na kościół kapucynów w Mardin, po którym rozpoczęły się prześladowania misjonarzy. Nakazano zakonnikom opuścić klasztor. Leonardo pozostał, nie chcąc zostawić 80-letniego kapucyna bez opieki. 5 czerwca 1915 roku został aresztowany. Przez następne sześć dni był torturowany, po to, aby zmusić go do przyjęcia islamu.
11 czerwca 1915 roku wraz z 416 innymi więźniami (m.in. Ignacym Malojanem, ormiańskokatolickim arcybiskupem Mardin) rozpoczął drogę deportacyjną, mającą się zakończyć w Diyarbakır. W połowie podróży po kolejnej odmowie przyjęcia islamu zostali zamordowani, zaś ich ciała wrzucono do studni i jaskiń.
27 października 2020 papież Franciszek podpisał dekret o jego męczeństwie, co otworzyło drogę do jego beatyfikacji. 4 czerwca 2022 podczas mszy w klasztorze Świętego Krzyża w Bqennaya koło stolicy Libanu, prefekt Kongregacji ds Kanonizacyjnych w imieniu papieża, dokonał beatyfikacji Leonarda Melkiego i razem z nim wyniesiony na ołtarze został inny libański kapucyn Tommas Saleh.